# Second Division 1991-1992
L'edizione 1991-1992 della Second Division fu l'ultima edizione di Seconda Divisione a chiamarsi con questo nome (infatti dalla stagione successiva assumerà il nome di First Division). Fu anche la 89º edizione del campionato inglese di Seconda Divisione.

## Squadre partecipanti
- Barnsley
- Blackburn
- Brighton
- Bristol City
- Bristol Rovers
- Cambridge Utd[1]
- Charlton
- Derby County[2]
- Grimsby Town[1]
- Ipswich Town
- Leicester City
- Middlesbrough

- Millwall
- Newcastle Utd
- Oxford Utd
- Plymouth
- Port Vale
- Portsmouth
- Southend Utd[1]
- Sunderland[2]
- Swindon Town
- Tranmere[1]
- Watford
- Wolverhampton

## Classifica finale
| Pos | Squadra                 | G  | V  | N  | P  | GF | GS | DR  | Pti |
| --- | ----------------------- | -- | -- | -- | -- | -- | -- | --- | --- |
| 1   | Ipswich Town            | 46 | 24 | 12 | 10 | 70 | 50 | +20 | 84  |
| 2   | Middlesbrough           | 46 | 23 | 11 | 12 | 58 | 41 | +17 | 80  |
| 3   | Derby County            | 46 | 23 | 9  | 14 | 69 | 51 | +18 | 78  |
| 4   | Leicester City          | 46 | 23 | 8  | 15 | 62 | 55 | +13 | 77  |
| 5   | Cambridge United        | 46 | 19 | 17 | 10 | 65 | 47 | +18 | 74  |
| 6   | Blackburn Rovers        | 46 | 21 | 11 | 14 | 70 | 53 | +17 | 74  |
| 7   | Charlton Athletic       | 46 | 20 | 11 | 15 | 54 | 48 | +6  | 71  |
| 8   | Swindon Town            | 46 | 18 | 15 | 13 | 69 | 55 | +14 | 69  |
| 9   | Portsmouth              | 46 | 19 | 12 | 15 | 65 | 51 | +14 | 69  |
| 10  | Watford                 | 46 | 18 | 11 | 17 | 51 | 48 | +3  | 65  |
| 11  | Wolverhampton Wanderers | 46 | 18 | 10 | 18 | 61 | 53 | +8  | 64  |
| 12  | Southend United         | 46 | 17 | 11 | 18 | 61 | 61 | 0   | 62  |
| 13  | Bristol Rovers          | 46 | 16 | 14 | 16 | 60 | 63 | -3  | 62  |
| 14  | Tranmere Rovers         | 46 | 14 | 19 | 13 | 56 | 56 | 0   | 61  |
| 15  | Millwall                | 46 | 17 | 10 | 19 | 64 | 71 | -7  | 61  |
| 16  | Barnsley                | 46 | 16 | 11 | 19 | 45 | 57 | -12 | 59  |
| 17  | Bristol City            | 46 | 13 | 15 | 18 | 55 | 71 | -16 | 54  |
| 18  | Sunderland              | 46 | 14 | 11 | 21 | 61 | 65 | -4  | 53  |
| 19  | Grimsby Town            | 46 | 14 | 11 | 21 | 47 | 62 | -15 | 53  |
| 20  | Newcastle Utd           | 46 | 13 | 13 | 20 | 66 | 84 | -18 | 52  |
| 21  | Oxford United           | 46 | 13 | 11 | 22 | 66 | 73 | -7  | 50  |
| 22  | Plymouth Argyle         | 46 | 13 | 9  | 24 | 42 | 64 | -18 | 48  |
| 23  | Brighton & HA           | 46 | 12 | 11 | 23 | 56 | 77 | -21 | 47  |
| 24  | Port Vale               | 46 | 10 | 15 | 21 | 42 | 59 | -17 | 45  |

## Playoff

### Tabellone
|  | Semifinali | Semifinali     | Semifinali | Semifinali | Semifinali |  |  | Finale         | Finale         | Finale |  |
|  |            |                |            |            |            |  |  |                |                |        |  |
|  | 6          | Blackburn      | 5          | 4          | 1          |  |  |                |                |        |  |
|  | 3          | Derby County   | 4          | 2          | 2          |  |  | Blackburn      | Blackburn      | 1      |  |
|  | 5          | Cambridge Utd  | 1          | 1          | 0          |  |  | Leicester City | Leicester City | 0      |  |
|  | 4          | Leicester City | 6          | 1          | 5          |  |  |                |                |        |  |

## Classifica marcatori
|  | Gol | Marcatore      | Squadra                |
|  | --- | -------------- | ---------------------- |
|  | 23  | Duncan Shearer | Swindon Town Blackburn |
|  | 23  | David Speedie  | Blackburn              |

## Altre classifiche
- First Division 1991-1992